# Генадиј Јеврјужихин
Генадиј Јегорович Јеврјужихин (рус. Геннадий Егорович Еврюжихин; 4. фебруар 1944 — 15. март 1998) био је руски и совјетски фудбалер. 

## Биографија
Након што је завршио школу, отишао је у Лењинград. Ушао у Лењинградски институт за прецизну механику и оптику. Играо је у студентском фудбалском тиму за Локомотиву. Приметио га је главни тренер Динама (Лењинград) Аркадиј Алов и позвао га у свој тим. У Динаму је провео годину ипо дана, играо успешно, а приметили су га представници престоничких клубова. Јеврјужихин није желео да напусти Лењинград, почео је да тренира са Зенитом, али је ипак завршио сезону у Динаму.
Године 1966. прелази у Динамо (Москва), али није размишљао о фудбалској каријери. Као и раније, био је редовни студент московског универзитета на оптичко-механичком факултету. Почео је да се појављује на терену тек у јуну 1966. године, за то време клубови су решавали несугласице међу собом. У првом мечу за Динамо постигао је гол против СКА, а у деветом против московског Спартака постигао је три и помогао екипи да победи резултатом 4:0. Крајем године је позван у репрезентацију СССР-а. До 1976. играо је за Динамо, а у последњој сезони постао је првак државе.
Наступио је 37 пута за репрезентацију Совјетског Савеза и постигао шест голова. Као репрезентативац СССР-а играо је на Светском првенству 1970. године у Мексику. Био је у саставу репрезентације Совјетског Савеза на Европском фудбалском првенству 1968. и 1972. године. На Летњим олимпијским играма 1972. у Минхену са олимпијском селекцијом је освојио бронзану медаљу, постигао је један гол против Судана.
Преминуо је 15. марта 1998. године у Москви.

## Успеси

### Клуб
- Првенство СССР: 1976.
- Куп СССР: 1967, 1970.
- Финалиста Купа победника купова: 1972.

### Репрезентација
СССР
- Европско првенство друго место: Белгија 1972.
- Олимпијске игре бронза: Минхен 1972.